# Meeting delle Etichette Indipendenti
Il Meeting delle Etichette Indipendenti (in sigla, MEI), o anche Meeting degli indipendenti, è una manifestazione musicale che si svolge ogni anno nel primo fine settimana di ottobre a Faenza e che raduna le principali produzioni discografiche indipendenti ed emergenti italiane. Patron storico della manifestazione nata nel 1995 come Festival delle Autoproduzioni e diventata MEI nel 1997 è Giordano Sangiorgi.

## Storia
Faenza è stata sin dagli anni ottanta del XX secolo una città ricca di proposte e di eventi musicali. Nel 1986 nacque «Faenza rock», primo concorso in Emilia-Romagna fra band giovanili, ideato da Giordano Sangiorgi. Nei primi anni '80 era nato Rock Verde, la musica per l'ambiente (maturata poi nel festival di musica folk «La musica nelle aie»), e poi tre anni dopo fu la volta «Rock Nero» (1989), manifestazione legata alla cultura interrazziale. Dal 1995 al 1996 al Palasport Bubani si tennero due edizioni di gran successo del Festival delle Autoproduzioni. Visto il successo, arrivò lo spostamento alla Fiera nel 1997 e nacque il Meeting delle Etichette Indipendenti.
Il MEI nacque ufficialmente nel 1997 presso la fiera e al palazzo delle Esposizioni di Faenza con eventi che si sono svolti al Teatro Masini, al palasport, come in altri spazi della città. Nel 2001 nasce AudioCoop, la quarta associazione nazionale di discografici. Il MEI è una delle maggiori manifestazioni dedicate alla produzione della nuova scena musicale italiana. Durante l'evento è stata anche ideata la "Notte Light", l'unica Notte Bianca che coinvolge migliaia e migliaia di proposte artistiche indipendenti ed emergenti italiane su oltre 30 palchi. In oltre vent'anni si calcolano più di 800.000 presenze, 10.000 stand e 10.000 esibizioni, oltre a 1000 convegni e incontri di grande livello e qualità.
Dall'edizione del 2007 raccoglie anche strumenti musicali prodotti in Italia, ospitando, all'interno del meeting, il "Suono Italia, expò di strumenti musicali" oggi divenuto Cafim. Nel 2008 è nato il Coordinamento della Rete dei Festival con oltre 100 festival per emergenti riuniti, nel 2013 è nata AIA, gli Artisti Italiani Associati per il Nuovo Imaie, e nel 2016 It-Folk che raduna 50 realtà folk italiane.

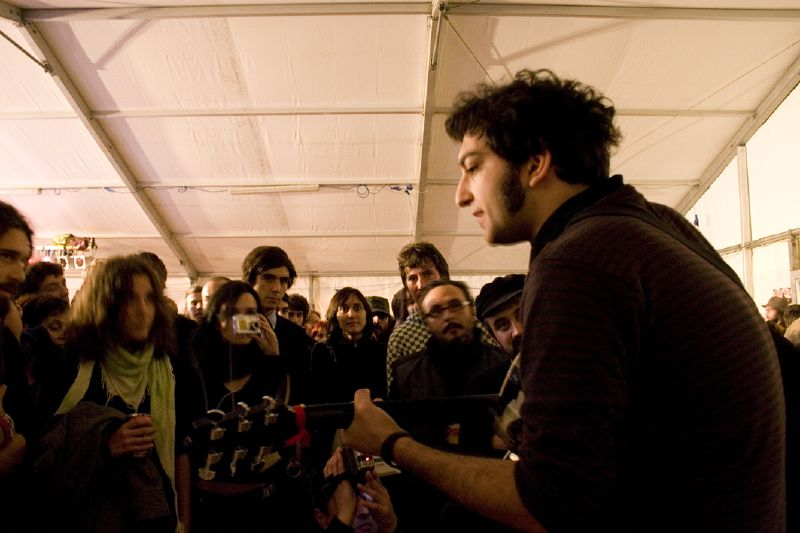
Le luci della centrale elettrica al MEI 2007

Dal 2011, in un'ottica di rinnovamento, l'evento si svolge nel centro storico della città di Faenza confluendo in un nuovo rinnovato MEI verso le nuove generazioni autoprodotte ed emergenti attingendo dalla ricca Rete dei Festival, realtà nata al MEI nel 2008. In occasione dell'edizione 2016 esordiscono i Måneskin con il loro primo live ufficiale. 
Nel 2018 per la ventiquattresima edizione è nata l'Agimp, l'associazione di giornalisti musicali creata dal Forum Giornalismo Musicale accreditato dall'Ordine dei Giornalisti.
Dal 4 al 6 ottobre 2020 si è svolta la 25ª edizione, con nuovi artisti emergenti come Tredici Pietro, Fulminacci, Viito, Giovanni Truppi, Chiara Effe, ABC Positive, Argento, Balto e tantissimi altri, oltre alla premiazione di Colapesce, Dimartino e Galeffi. Si è svolto il primo convegno internazionale sul diritto d'autore a cura di Merlin insieme a Win, Pmi e AudioCoop.
L'edizione del 2021 si è tenuta dall'1 al 3 Ottobre 2021, ed è stata dedicata a Rino Gaetano, a 40 anni dalla sua scomparsa. Sul palco centrale artisti come CMQMARTINA, VV, Giuse The Lizia, Innocente, Maddalena e per concludere il live di Irene Grandi. In contemporanea al Teatro Masini il "Premio dei Premi" con ospite Francesco Bianconi.
Nel 2022 il MEI si è svolto dal 30 Settembre al 2 Ottobre, l'edizione è stata dedicata a Ivan Graziani, celebrato con una speciale figurina realizzata da Figurine Forever in collaborazione con Anna Bischi Graziani, presentata 1 Ottobre durante l'omaggio musicale di Filippo Graziani e la sua band, ospiti della serata Frida Bollani Magoni e Luca Madonia. Mentre sul palco centrale un susseguirsi di giovani emergenti e nomi noti come: Roberta di Lorenzo, Mobrici, C'mon Tigre che sono stati premiati come Artisti Indipendenti dell'Anno, Lorenzo Lepore, Martelli, Doro Gjat premiamo con il premio Hip Hop dal Mei e Nuovo Imaie e anche Ditonellapiaga e Gianluca Grignani.
Edizione del 2023 si è svolta a Faenza dal 6 all'8 Ottobre. Questa edizione è stata dedicata al giovane musicista ucciso a Napoli, Giovanbattista Cutolo. Una delle novità di quest'anno è la presentazione del progetto "Vai Liscio", una nuova interpretazione del Liscio Romagnolo realizzata da giovani emergenti. Tantissimi gli artisti sul palco: Elisa, Dolcenera, i Nobraino, Savana Funk, Lucio Corsi, Statuto, Gang. Mentre la domenica in chiusura il concerto di Manuel Angelli.  

## Premi
Durante la manifestazione vengono assegnati:
- Premio Italiano per la Musica Indipendente (PIMI), che incorona il miglior album indipendente dell'anno e le personalità di spicco della scena musicale indipendente italiana
- Premio Italiano Videoclip Indipendente (PIVI), curato dal giornalista Fabrizio Galassi.
- Targa MEI Musicletter, premio nazionale per l'informazione musicale sul web, che dal 2013 premia il "Miglior sito web" e il "Miglior blog personale"; dal 2014 viene assegnato anche un "Premio speciale - Targa Mei Musicletter" a una determinata categoria di operatori e professionisti del settore musicale che varia di anno in anno[10]. Il premio, unico in Italia nel suo genere, è stato ideato dal blogger e autore di libri Luca D'Ambrosio.[11] Nel 2023, per la prima volta, è stato assegnato il riconoscimento a un prete blogger, già collaboratore de L'Osservatore Romano, che si occupa di critica musicale.[12][13]
- Premio Giovani MEI - ExitWell, dal 2019, dato ai migliori progetti dei nuovi artisti della scena[14]. Il Premio Giovani si divide in tre diversi premi: il premio all'artista dell'anno, al disco dell'anno e al miglior progetto. Il premio viene assegnato da Riccardo De Stefano, direttore editoriale della rivista ExitWell[15].
- Premio MEI alla Carriera

### Albo d'oro

#### PIMI - Premio Italiano per la Musica Indipendente[16]
Premio Speciale PIMI
- 2022 – C’Mon Tigre
- 2021 – Amerigo Verardi
- 2020 – ColapesceDimartino
- 2019 – Giovanni Truppi
- 2018 – Zen Circus
- 2017 – Brunori Sas
- 2016 – Motta
- 2015 – Cesare Basile e Iosonouncane
- 2014 – Mannarino

Miglior Gruppo
- 2014 – Virginiana Miller
- 2013 – Luminal
- 2012 – Afterhours
- 2011 – Quintorigo
- 2010 – A Toys Orchestra
- 2009 – Zu
- 2008 – 24 Grana
- 2007 – Giardini di Mirò
- 2006 – Afterhours
- 2005 – Offlaga Disco Pax
- 2004 – Marta sui Tubi
- 2003 – Baustelle

Miglior Solista
- 2014 – Le Luci della Centrale Elettrica
- 2013 – Alessandro Fiori
- 2012 – Edda
- 2011 – Paolo Benvegnù
- 2010 – Samuel Katarro
- 2009 – Beatrice Antolini
- 2008 – Meg
- 2007 – Moltheni
- 2006 – Marco Parente
- 2005 – Max Manfredi

Miglior Album
- 2014 – Riccardo Sinigallia con “Per Tutti”
- 2013 – Teho Teardo e Blixa Bargeld con “Still Smiling”
- 2012 – Luca Sapio con “Who Knows?”
- 2011 – Massimo Volume con “Cattive abitudini”
- 2010 – Teatro degli Orrori con “A sangue freddo”
- 2009 – Dente con “L’amore non è bello”
- 2008 – Bandabardò con “Ottavio”
- 2007 – A Toys Orchestra con “Technicolor Dreams”
- 2006 – Assalti Frontali con “Mi sa che stanotte”
- 2005 – Afterhours con “Ballate per piccole iene”
- 2004 – Nada con “Tutto l‘amore che mi manca”
- 2003 – Yuppie Flu “Days before the day”

Miglior Etichetta
- 2014 – Woodworm e Tannen
- 2013 – To Lose La Track
- 2012 – MarteLabel
- 2011 – 42 Records
- 2010 – La Tempesta
- 2009 – Trovarobato
- 2008 – La Tempesta
- 2007 – Radiofandango
- 2006 – Urtovox
- 2005 – Santeria
- 2004 – Ghost Records
- 2003 – Homesleep

Miglior Album d'Esordio
- 2014 – Soviet Soviet con “Fate”
- 2013 – Cosmo con “Disordine”
- 2012 – Colapesce con “Un meraviglioso declino”
- 2011 – Iosonouncane con “La macarena su Roma”
- 2010 – Simona Gretchen con “Gretchen pensa troppo forte”
- 2009 – Samuel Katarro con “Beach Party”
- 2008 – Le Luci della Centrale Elettrica con “Canzoni da spiaggia deturpata”
- 2007 – Mice Cars con “I’m The Creature”
- 2006 – Tellaro con “Setback On The Right Track”
- 2005 – Offlaga Disco Pax con “Socialismo tascabile”
- 2004 – Methel & Love con “Pai Nai”
- 2003 – es con “The Mistercervello LP”

#### PIVI - Premio Italiano Videoclip Indipendente[17]
Premio Miglior Colonna Sonora
- 2023 - “Ti Chiami Diabolik” di Calibro 35 feat. Alan Sorrenti

Premio Miglior Video
- 2023 - “Sirene e Pirati” di Tamango
- 2022 – “Nella mia testa//Logiche//Le mie gambe, le mie tasche” di ThruCollected, regia di Riccardo Sergio
- 2021 – “Canzone Leggerissima” di ColapesceDimartino, regia di Zavvo Nicolosi/Ground’s Oranges
- 2020 – “Luna Araba” di ColapesceDimartino con Carmen Consoli, regia di Tommaso Buldini
- 2019 – “La Vita Veramente” di Fulminacci, regia di Andrea Santaterra
- 2018 – “Maometto a Milano” di Colapesce per la regia di Zavvo Nicolosi/Ground’s Oranges
- 2017 – “La Verità” di Brunori SAS, regia di Giacomo Triglia
- 2016 – ”Cosa Mi Manchi A Fare” di Calcutta, regia di Francesco Lettieri
- 2015 – “Come Una Guerra La Primavera”, di Dimartino, regia di Manuela Di Pisa
- 2014 – “Salva Gente” di Marta Sui Tubi, regia di Bruno D’Elia / “Viva” degli Zen Circus, regia di Sterven Jonger
- 2013 – “La Razionalità” dei Velvet, regia di Saku
- 2012 – “Qwerty” di K-Conjog regia di Francesco Lettieri
- 2011 – “Le Stelle Ci Cambieranno Pelle” di Marco Notari, regia di Marco Missano
- 2010 – “Chi sono io” dei Fonokit con la regia di Gabriele Surdo
- 2009 – “Riaffiora” dei French Kiss, regia di Saverio Luzzo
- 2008 – “Song for Ced” di Esmen, realizzato da Cedric Poligné
- 2007 – “Stoned” di Herself, regia di Mozukin – Mauro Rodella
- 2006 – “L’abbandono” di Marta sui Tubi di Fabio Luongo

Premio Miglior Film Musicale
- 2023 - Mixed by Erry di Sydney Sibilia

Premio Miglior DocuFilm
- 2023 -  X Sempre Assenti (Verdena) / Cocoricò Tapes

Premio Miglior Libro Musicale
- 2023 - Felicitazioni – Cccp / 1984-2024 a cura di Interno 4

Premio Miglior Saggio Musicale
- 2023 - Almeno tu nel metaverso – Musica, NFT e Rivoluzione Web3 di Luana Caraffa e Silvia Bertelli a cura di Vololibero Edizioni

Premio Miglior Regia
- 2014 – “Captured Heart” dei Be Forest, regia di MUTE
- 2013 – “Freiheit” di Diego Buongiorno, regia di Brando De Sica
- 2012 – “Welcome to Babylon” degli A Toys Orchestra, regia di Marco Missano
- 2011 – “Scegli Me” dei Verdena, regia Roberto Cinardi
- 2010 – “Direzioni Diverse” del Teatro degli Orrori Feat. The Bloody Beetroots di Jacopo Rondinelli
- 2009 – “Let Me Be” di Waines, di Corrado Fortuna
- 2008 – “Soon” dei Medusa’s Spite, regia di Simone Pellegrini
- 2007 – Senza titolo, di Robertina e Gattociliegia vs Il Grande Freddo, regia Postodellefragole
- 2006 – “DanXzen” per Campo Minato di Amari

Premio Miglior Soggetto
- 2014 – “Come Reagire Al Presente” dei Fast Animals And Slow Kids, soggetto di Matteo Corradini
- 2013 – “Heavy Branches” dei Sycamore Age, soggetto di Roberto Ippolito e Chiara Feriani
- 2012 – “La Filastrocca dei Nove Pianeti” dei Vegetable G, regia e soggetto di Marco Molinelli e Giovanni Troilo
- 2011 – “Lacrime Di Giulietta” di Matteo Negrin, soggetto di: Alice Ninni, Luca Cattaneo, Alberto Filippini
- 2010 – “Jupiter’s Tale” dei Ners di Fabio Fe “Mountain Tea Traders” dei Julie’s Haircut di Marco Missano
- 2009 – “Storia di una favola” di La Fame di Camilla, di Soda Studio
- 2008 – “Sotto Vuoto Spinto” di Porto Flamingo, di Valeria Cavagnetto e Teresa Rocco
- 2007 – “Mondocellofan” di Alibia, soggetto di Massimo Bonelli e Luca Granato
- 2006 –  “Satan Eats Satan” di Julie’s Haircut, soggetto di Luca Lumaca

Premio Miglior Fotografia
- 2014 – “Una Nuova Innocenza” di Paolo Benvegnù, fotografia di Mauro Talamonti
- 2013 – “The Story To Tell Our Child” degli About Wayne, fotografia di Marco Missano
- 2012 – “Vesuvius Bunks” di Franky B (aka Cryptic Monkey), fotografia di Diego Indraccolo
- 2011 – “Il Cielo” di Facciascura, fotografia di Massimo Costanzi
- 2010 – “Io e il mio amore” di Paolo Benvegnù, fotografia di Ferran Paredes Rubio
- 2009 – “Limonata Punk” dei Freakout, fotografia di Alessandro Leone
- 2008 – “Piove Deserto” degli Sikitikis, fotografia di Giovanni Troilo
- 2007 – “Stupid Desires” di Lara Martelli, fotografia di Ivan Vania
- 2006 – “Piove Piano” di Blume, fotografia di Roberto Galassini

Premio Miglior Montaggio
- 2014 – “Space Invaders” di Salmo, montaggio di Jacopo Rondinelli
- 2013 – “Killer Game” di Salmo e “Alto Livello” di Clementino, montaggio di Jacopo Rondinelli
- 2012 – “La Ghigliottina” di Caparezza, regia e montaggio di Fernando Luceri
- 2011 – “I Nostri Corpi Celesti” di Le luci della centrale elettrica, Regia e montaggio di Luca Lumaca
- 2009 – “Una Giornata Perfetta” di Vinicio Capossela, montaggio di Virgilio Villoresi e Carlo Cossignani
- 2010 – “Jupiter's tale” dei Ners, Regia, soggetto e montaggio di Fabio Festinese
- 2008 – “Un anno in più” dei Perturbazione, montaggio di Marco Duretti, Tommaso Cerasuolo
- 2007 – “Hypocrisymn” di Mallary Switch, montaggio di Gianluca Zenone
- 2006 – “Domani” di Otto Ohm, montaggio di Gianandrea Tintori

#### Targa MEI Musicletter
2024
- Mescalina (Miglior sito web)
- Fard Rock di Joyello Triolo (Miglior blog personale)
- Premio LaMiaTerra (Premio speciale “Miglior progetto musicale per l'ambiente”)

2023
- All Music Italia (Miglior sito web)
- Diario di un prete di Don Massimo Granieri (Miglior blog personale)
- Rocket Girls - Storie di ragazze che hanno alzato la voce di Laura Gramuglia  (Premio speciale “Miglior podcast di musica”)

2022
- Extra! Music magazine (Miglior sito web)
- Una volta ho suonato il sassofono di Giuseppe Di Lorenzo (Miglior blog personale)
- Canzoni contro la guerra (Premio speciale “Migliore iniziativa culturale contro la guerra”)

2021
- Humans vs Robots (Miglior sito web)
- Onde Funky di Paola Gallo (Miglior blog personale)
- Bauli in Piazza – We Make Events Italia (Premio speciale “Migliore iniziativa sociale a sostegno della musica e dello spettacolo”)

2020
- Il Giornale della Musica (Miglior sito web)
- Going Underground di Monica Mazzoli (Miglior blog personale)
- Goodfellas (Premio speciale “Miglior distributore discografico”)

2019
- Deerwaves (Miglior sito web)
- Pensierosecondario di Stefano Solventi (Miglior blog personale)
- Noi siamo Afterhours di Giorgio Testi (Premio speciale “Miglior documentario musicale”)

2018
- Kalporz (Miglior sito web)
- Reverendo Lys di Franco Dimauro (Miglior blog personale)
- Umbria Jazz (Premio speciale “Miglior festival musicale italiano”)

2017
- Rockol (Miglior sito web)
- L’ultima Thule di Federico Guglielmi (Miglior blog personale)
- Big Time (Premio speciale “Miglior ufficio stampa”)

2016
- DLSO (Miglior sito web)
- Tony Face di Antonio Bacciocchi (Miglior blog personale)
- Rock and Roll Circus e Rock Bazar (Premio speciale “Miglior programma radiofonico” – ex aequo)

2015
- Sentireascoltare (Miglior sito web)
- Venerato Maestro Oppure di Eddy Cilìa e Withnail e io di Carlo Bordone (Miglior blog personale	– ex aequo)
- Blow Up (Premio speciale “Miglior rivista cartacea”)

2014
- Distorsioni (Miglior sito web)
- L’ultima Thule di Federico Guglielmi (Miglior blog personale)
- Webnotte, Roxy Bar TV, Casa Bertallot, Ghiaccio Bollente e Rai Gulp Music (Premi speciali per l’informazione musicale sul web e in TV)

2013
- OndaRock (Miglior sito web)
- Venerato Maestro Oppure di Eddy Cilìa (Miglior blog personale)
- Nessun premio speciale